# Elling Eielsen

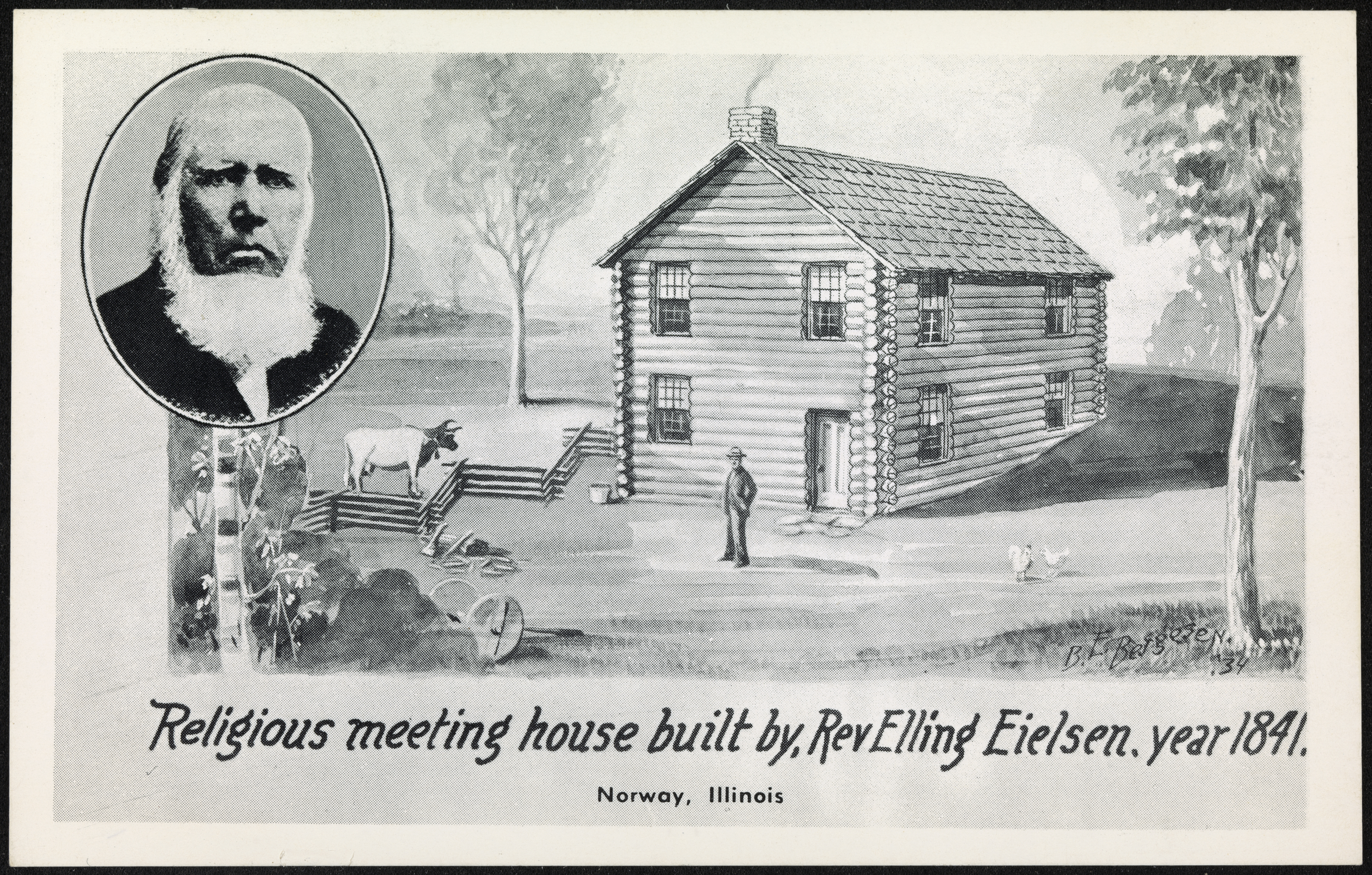

Elling Eielsen, född 19 september 1803, död 10 januari 1883, var en norsk väckelsepredikant.
Eielsen uppträdde som kringvandrande botpredikant i haugiansk anda i Norge, Danmark och Sverige, utvandrade 1839 till USA där han 1843 blev prästvigd och några år efteråt bildade det första norsk-lutherska samfundet i Amerika. Hans anhängare kallades ellingianer.